# Чернис, Казимир Тадеушевич
Казимир Тадеушевич Чернис (лит. Kazimieras Černis; род. 11 ноября 1958, Вильнюс) – литовский и советский астроном, астрофизик.

## Биография
В 1981 году окончил Вильнюсский университет. В 1981—1990 годах работал в физическом институте Литовской академии наук, с 1996 года является старшим научным сотрудником Института теоретической физики и астрономии Вильнюсского университета.

## Научная деятельность
Научные интересы: фотометрия звёзд, исследование структуры Галактики, Солнечная система, кометы и астероиды.
В период с 1980 по 1990 открыл три кометы; с 2000 по 2005 год открыл 22 кометы на снимках камер LASCO и SWAN космического аппарата SOHO.

### Некоторые научные труды
- K. Černis, S. Bartasiūte, V. Straižys, R. Janulis. Standard stars for CCD photometry in the Vilnius system. Baltic Astronomy, 6, 573—584 (1997).
- K. Černis, S. Bartasiūte, V. Straižys, R. Janulis. Photoelectric photometry of stars in the Orion standard region. Baltic Astronomy, 7, 625—636 (1998).
- V. Straižys, K. Černis, S. Bartasiūte. Interstellar extinction in the California Nebula region. Astronomy and Astrophysics, 374, 288—293 (2001).
- V. Straižys, K. Černis, and S. Bartasiute. Interstellar extinction in the direction of the Aquila Rift. Astronomy and Astrophysics, 405, 585—590 (2003).
- K. Černis and V. Straižys. Interstellar extinction in the direction of the Barnard 1 dark cloud in Perseus. Baltic Astronomy, 12, 301—321 (2003).